# Campionati europei di nuoto 2012 - 1500 metri stile libero maschili
La gara dei 1500 metri stile libero maschili degli Europei 2012 si è svolta il 22 e 23 maggio 2012 e vi hanno partecipato 22 atleti. Le batterie si sono svolte al mattino del 22 e la finale nel pomeriggio del giorno successivo.

## Podio
| Pos.    | Atleta               | Nazione  |
| ------- | -------------------- | -------- |
| Oro     | Gregorio Paltrinieri | Italia   |
| Argento | Gergő Kis            | Ungheria |
| Bronzo  | Gergely Gyurta       | Ungheria |

## Record
Prima della manifestazione il record del mondo (RM), il record europeo (EU) e il record dei campionati (RC) erano i seguenti.
| Record mondiale       | 14'34"14 | Sun Yang       | 31 luglio 2011 Shanghai |
| Record europeo        | 14'43"21 | Jurij Prilukov | 17 agosto 2008 Pechino  |
| Record dei campionati | 14'50"40 | Jurij Prilukov | 22 marzo 2008 Eindhoven |

Durante la competizione è stato migliorato il seguente record:
| Data      | Evento | Atleta               | Nazione | Tempo    | Record                |
| --------- | ------ | -------------------- | ------- | -------- | --------------------- |
| 23 maggio | Finale | Gregorio Paltrinieri | Italia  | 14'48"92 | Record dei campionati |

## Risultati

### Batterie
| Pos. | Atleta               | Nazionalità | Tempo    | Batteria | Corsia | Note |
| ---- | -------------------- | ----------- | -------- | -------- | ------ | ---- |
| 1    | Samuel Pizzetti      | Italia      | 15'10"26 | 2        | 4      | Q    |
| 2    | Gregorio Paltrinieri | Italia      | 15'11"06 | 2        | 5      | Q    |
| 3    | Gergely Gyurta       | Ungheria    | 15'15"01 | 1        | 3      | Q    |
| 4    | Jan Wolfgarten       | Germania    | 15'18"39 | 2        | 6      | Q    |
| 5    | Gergő Kis            | Ungheria    | 15'20"66 | 3        | 4      | Q    |
| 6    | Serhij Frolov        | Ucraina     | 15'21"49 | 3        | 3      | Q    |
| 7    | Anthony Pannier      | Francia     | 15'24"11 | 3        | 5      | Q    |
| 8    | Sören Meissner       | Germania    | 15'24"18 | 3        | 2      | Q    |
| 9    | Damien Joly          | Francia     | 15'25"81 | 1        | 5      |      |
| 10   | Evgenij Kulikov      | Russia      | 15'26"52 | 3        | 6      |      |
| 11   | David Brandl         | Austria     | 15'28"99 | 3        | 8      |      |
| 12   | Richard Nagy         | Slovacchia  | 15'30"77 | 1        | 1      |      |
| 13   | Ediz Yıldirimer      | Turchia     | 15'31"78 | 2        | 2      |      |
| 14   | Rocco Potenza        | Italia      | 15'32"69 | 1        | 4      |      |
| 15   | Federico Colbertaldo | Italia      | 15'34"53 | 2        | 3      |      |
| 16   | Jan Micka            | Rep. Ceca   | 15'36"81 | 1        | 7      |      |
| 17   | Antonio Arroyo Pérez | Spagna      | 15'37"59 | 1        | 6      |      |
| 18   | Anton Hončarov       | Ucraina     | 15'37"78 | 2        | 1      |      |
| 19   | Vencislav Ajdarski   | Bulgaria    | 15'38"45 | 1        | 2      |      |
| 20   | Anton Sveinn McKee   | Islanda     | 15'39"63 | 3        | 7      |      |
| 21   | Uladzimir Žyharaŭ    | Bielorussia | 15'42"85 | 2        | 7      |      |
| 22   | Jovan Mitrovic       | Svizzera    | 15'46"49 | 3        | 1      |      |
| -    | Stefan Šorak         | Serbia      | -        | 2        | 8      | DNS  |

### Finale
| Pos.    | Atleta               | Nazionalità | Tempo    | Corsia | Note                  |
| ------- | -------------------- | ----------- | -------- | ------ | --------------------- |
| Oro     | Gregorio Paltrinieri | Italia      | 14'48"92 | 5      | Record dei campionati |
| Argento | Gergő Kis            | Ungheria    | 14'58"15 | 2      |                       |
| Bronzo  | Gergely Gyurta       | Ungheria    | 15'04"38 | 3      |                       |
| 4       | Samuel Pizzetti      | Italia      | 15'09"83 | 4      |                       |
| 5       | Anthony Pannier      | Francia     | 15'12"02 | 1      |                       |
| 6       | Jan Wolfgarten       | Germania    | 15'13"68 | 6      |                       |
| 7       | Serhij Frolov        | Ucraina     | 15'13"99 | 7      |                       |
| 8       | Sören Meissner       | Germania    | 15'19"50 | 8      |                       |